# 久津賀村
久津賀村（くつかそん）は、鳥取県東伯郡にあった村。現在の東伯郡湯梨浜町の一部にあたる。

## 地理
日本海に突き出た甲亀山と尾後鼻に挟まれた湾入部と、背後の山間地に位置していた。
- 河川：小浜川[3]、長和瀬川[4]、石脇川[4]

## 歴史
- 1889年（明治22年）10月1日、町村制の施行により、河村郡小浜村、筒地村、石脇村が合併して村制施行し、久津賀村が発足[1][2]。旧村名を継承した小浜、筒地、石脇の3大字を編成[2]。
- 1893年（明治26年）大水害により大字筒地・石脇で大きな被害を受けた[4][5]。
- 1896年（明治29年）4月1日、郡の統合により東伯郡に所属[2]。
- 1918年（大正7年）1月1日、東伯郡泊村、三橋村と合併し泊村が存続して廃止された[1][2]。合併後、泊村大字小浜・筒地・石脇となる[2]。

## 産業
- 農業、漁業[3]

## 交通

### 鉄道
1905年（明治38年）北部に国有鉄道山陰本線が開通。

## 港湾
- 小浜港[3]
- 石脇港[5]